# Magion 4
Magion 4 (MAGnetosféra a IONosféra 4) è stato il primo satellite artificiale ceco. Messo in orbita nel 1995, ha fatto della Repubblica Ceca la 30ª nazione ad avere un satellite in orbita e la 14ª in Europa. Ha consentito di studiare la magnetopausa.
Con Magion 1 la Cecoslovacchia, che si era scissa nel 1992, era stata a suo tempo (1978) la 15ª al mondo e l'ottava in Europa. Come i precedenti satelliti Magion (1978, 1989, 1991), anche Magion 4 è stato lanciato dal Cosmodromo di Pleseck attraverso un rocket sovietico, in questo caso un Molnija. È stato lanciato assieme al satellite Interbol-1.

## Caratteristiche tecniche
I Magion dal 2 al 5 sono molto simili. Il 4 però pesava più dei precedenti, ovvero 59kg, e aveva un fotometro a raggi X e una sonda Langmuir bicomponente.
Il computer di bordo si basava su un microprocessore NSC-800 e aveva una memoria di 4 Mbit.
Dai pannelli ricavava, nelle condizioni ideali, 36 W.